# Ардашир I
Ардашир I или Артаксеркс, син на Папак е основател на династията на Сасанидите и пръв владетел на Сасанидска Персия.

## Управление
Първоначално Ардашир управлява Фарс, със столица в Ищакхир. Той взима контрола на Керман, Сузиана и Исфахан и се обявява против своя суверен – арсакидският владетел на Партия Артабан IV.
Цар на Царете (Шаханшах) от 226 до 242 г., след победата му над Артабан, който нахлува във Фарс, за да се противопостави на могъществото на своя феодал. Във втората битка партът е убит след личен дуел с Ардашир.
Осигурявайки подчинението на всички партски владения Ардашир I установява столицата в град Ктезифон и обръща амбициите си на запад, като изпраща делегация до римския император Александър Север с настояване той да му отстъпи всички негови източни провинции принадлежали някога на Ахеменидска Персия. След официалния отказ, Ардашир обявява свещена война срещу Рим, разрастнала се в съперничество продължило близо четири века.
Във войната с Римската империя в Сирия и Кападокия (230 – 233) Ардашир не постига съществен успех, но не позволява римляните да достигнат Ктезифон. През 240 г. обявява за съвладетел своя син Шапур I. В 237 г. той започва ново нахлуване в Сирия. Персите овладяват крепостта Хатра. Ардашир подкрепя зороастрийската религия.